# Pneumatiek

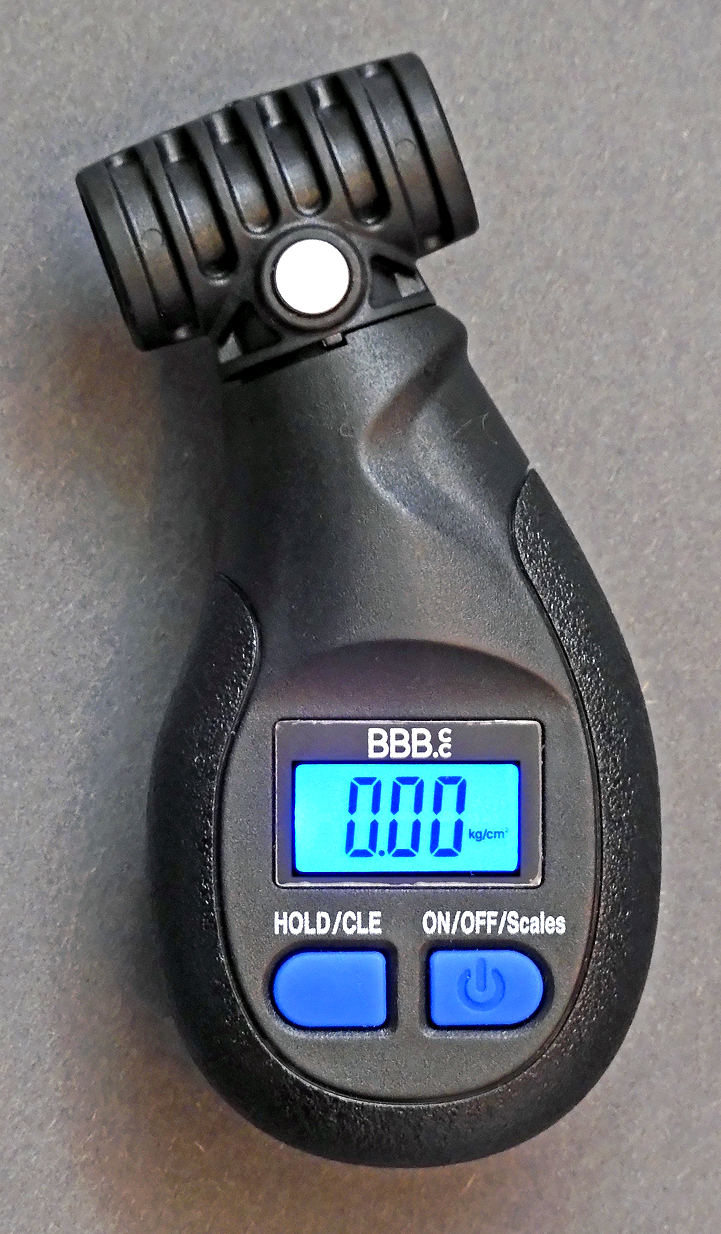
Met een luchtdrukmeter wordt de luchtdruk gemeten; op de foto een handpneumeter voor het meten van de luchtdruk in fietsbanden.

Pneumatiek is de studie van samengeperste gassen (in de praktijk meestal lucht), de daarmee mogelijke schakeltechnieken (ventielen) en de studie van door lucht aangedreven apparaten zoals pompen en cilinders. Pneumatiek valt onder het vakgebied werktuigbouwkunde.

## Geschiedenis
Pneumatiek werd vroeger veel toegepast in de regeltechniek onder meer voor de uitvoering van PID-regelaars. Tegenwoordig wordt pneumatiek nog veel gebruikt in klepstandsstellers om kleppen in een productieproces te besturen.
Daarnaast wordt het op grote schaal toegepast in de machinebouw, waarbij pneumatische cilinders lineaire en roterende bewegingen verzorgen, zoals in industriële verplaatsingssystemen zoals lopende banden. De grote voordelen van deze aandrijftechniek zijn de lage aanschafkosten, de betrouwbaarheid en de eenvoudige aansturing.

## Toepassingen

Pneumatisch circuit met handbediend 5/2-wegventiel voor het bedienen van een dubbelwerkende cilinder

- Pneumatische boren of schroeven (voordeel: overbelasting onmogelijk)
- Pneumatische cilinders (inklemming stukken en dergelijke)
- Lineaire of roterende beweging (pick & place)
- Blaasapparatuur om machines te ontdoen van spanen
- De tractuur in orgels
- Compressoren
- Met zuignappen objecten verplaatsen
- Extra vulling voor verbrandingsmotoren (turbo)
- Opslag van energie (drukvat)
- Pneumatische schuurmachines
- Spuiten van verf
- Pneumatisch handgereedschap als slijptollen, hakhamers en zaagmachines
- Diverse toepassingen in treinen, waaronder de remsystemen.
- Achtbanen
- Auto's

## Voordelen
- eenvoudig op te slaan
- grote bedrijfszekerheid (ook bij lekkages zal de machine blijven doorlopen)
- flexibel
- licht gereedschap
- lage installatiekosten
- besturing is eenvoudig
- lucht is samendrukbaar
- eenvoudige bediening
- niet gevoelig voor temperatuurverschillen (behalve condens in de leidingen)
- brand- en explosieveilig (afhankelijk van de omgeving).

## Nadelen
- geluidshinder
- hoge energiekosten (omzetting van elektriciteit naar perslucht)
- persluchtsmering is niet gewenst in bijvoorbeeld de voedingsindustrie. Bij nieuwe pneumatiek is dit niet meer noodzakelijk aangezien de componenten voorzien zijn van vet dat kwalitatief goed genoeg is in vergelijking met de levensduur van het apparaat. Afhankelijk van het soort vet mag dit in de voedingsmiddelenindustrie gebruikt worden.
- kans op lekkage slangen
- relatief lage aanschafprijs, maar in gebruik duurder vanwege het gebruik van perslucht
- samendrukbaarheid van lucht (lastig om te positioneren)
- eerst zuiver maken
- er kan een koelend effect ontstaan waarbij zelfs ijsafzetting kan optreden.

## CETOP-voorstellingen van ventielen
|  | 2/2-wegventiel                                                                           |
|  | 3/2-wegventiel                                                                           |
|  | 3/2-wegventiel met bediening door drukknop met veerterugbrenging                         |
|  | 4/2-wegventiel                                                                           |
|  | 5/2-wegventiel                                                                           |
|  | 3/3-wegventiel met gesloten middenstand                                                  |
|  | 4/3-wegventiel met gesloten middenstand                                                  |
|  | 5/3-wegventiel met gesloten middenstand                                                  |
|  | 4/3-wegventiel alles ontlucht                                                            |
|  | 4/3-wegventiel met sper middenstand; in spermiddenstand pompt de pomp terug naar de tank |
|  | 5/3-wegventiel elektromagnetische sturing met middenstand door veer                      |